# Saul Alinsky
Saul David Alinsky (30 de gener, 1909 – 12 de juny, 1972) fou un activista nord-americà i escriptor, generalment considerat el fundador del que es coneix als Estats Units com a "Organitzador comunitari". També és conegut pel seu llibre Rules for Radicals, de 1971, on argumenta que "la classe mitjana se sent avui en una multitud de temes més derrotada i desorientada de com se senten els pobres."
Durant les gairebé quatre dècades d'organització política, Alinsky fou durament criticat però també rebé el suport de moltes figures públiques. Les seves organitzacions es concentraren en millorar les condicions de vida de les comunitats pobres arreu dels Estats Units. Als anys 50 començà a treballar per tal de millorar les condicions de vida dels guetos de la comunitat afroamericana, començant per la ciutat de Chicago i continuant per altres guetos com els de Califòrnia, Michigan o Nova York.
Les seves idees van ser adaptades per organitzar els moviments estudiantils universitaris nord-americans durant els anys 60. La revista Time publicà una vegada que "la democràcies americana ha estat alterada per les idees d'Alinsky" i l'autor conservador William F. Buckley digué que ell estava "molt a prop de ser un geni de l'organització".

## Biografia

### Infantesa i Joventut
Saul David Alinsky va néixer a Chicago, Illinois el 1909 en una família d'immigrants jueus de procedència russa i fou l'únic supervivent dels fills que el seu pare Benjamin Alinsky va tenir en el seu segon matrimoni amb Sarah Tannenbaum Alinsky. Alinsky explicà en una entrevista que els seus pares mai van involucrar-se en el moviment socialista. Afegí que foren "estrictament ortodoxes, la seva vida girava al voltant de la feina i la sinagoga  ...Recordo que de petit m'insistien sobre com n'era d'important l'estudi "
Alinsky estudià arqueologia a la Universitat de Chicago un tema que el fascinava. Els seus plans, però s'estroncaren degut a la Gran Depressió nord-americana.
Després d'esperar dos anys per a aconseguir el graduat escolar va acabar acceptant una feina com a criminòleg per a l'Estat d'Illinois. També començà a treballar a temps parcial al sindicat C.I.O.Congress of Industrial Organizations.

### Sindicalisme, activisme i organització política
El 1938 se li encomanà investigar les causes de la delinqüència juvenil en un dels barris de més gran tensió social de Chicago, Back of the Yards. Allà s'infiltrà com a membre de la màfia d'Al Capone i d'aquesta experiència arribà a la conclusió que la conducta criminal era conseqüència de la pobresa i del buit de poder. Back of the Yards era una immensa zona de barraques, a l'ombra d'un dels complexos industrials més grans del món: els escorxadors i processadors de carn de Chicago. Els seus habitants no tenien recursos, eren treballadors precaris o aturats.
Alinsky imaginà una organització d'organitzacions composta per tots els sectors de la comunitat (grups de joves, petits comerços, sindicats, grups ètnics i esglésies). I així fou: s'alià amb sindicalistes, capellans i líders immigrants per a organitzar una gran plataforma que realitzà piquets, vagues i accions creatives amb molt d'èxit.
El 1940 fundà la primera xarxa nacional de formació en organització comunitària Industrial Areas Foundation (AIF). Aquesta fundació encara segueix activa. Els seus objectius són el poder entès com a capacitat i habilitat d'actuar i el canvi social.

## Llegat
El 1946 recollí les seves experiències en el best-seller Reveille for Radicals, un manifest que cridava a tots els pobres a recuperar la democràcia nord-americana. Tant aquest llibre com Rules for radicals han viatjat per campus, comunitats religioses i organitzacions de base a més de figurar a les biografies de César Chávez, Hillary Clinton i Obama. Fins i tot el Tea Party fa servir aquest llibre per a formar als seus membres.

## Obra
- Reveille for Radicals, Chicago: University of Chicago Press, 1946.
- John L. Lewis: An Unauthorized Biography. Nova York: Putnam, 1949.
- Rules for Radicals: A Pragmatic Primer for Realistic Radicals. Nova York: Random House, 1971.
- The Philosopher and the Provocateur: The Correspondence of Jacques Maritain and Saul Alinsky. Bernard E Doering (ed.). Notre Dame, IN: University of Notre Dame Press, 1994.[7]